# Gérard Depardieu
Gérard Xavier Marcel Depardieu (sinh 27 tháng 12 năm 1948) là một diễn viên và nhà làm phim người Nga gốc Pháp. Ông được trao Huân chương Bắc đẩu bội tinh, Huân chương Bảo quốc, 2 lần giành được giải César cho Nam diễn viên xuất sắc nhất. Ông cũng giành được giải thưởng Quả cầu vàng cho Nam diễn viên xuất sắc nhất trong phim Green Card và đã được đề cử một giải Oscar cho vai chính trong Cyrano de Bergerac.

Trang Mediapart của Pháp đăng bài viết cho biết 13 phụ nữ bị quấy rối tình dục khi làm việc cùng Depardieu ở 11 phim giai đoạn năm 2004 đến 2022. Họ chủ yếu là những diễn viên, thợ trang điểm, nhân viên trường quay.

## Tiểu sử
Gérard Depardieu đã được sinh ra ở Châteauroux, Indre, Pháp. Ông là một trong năm người con của Anne Jeanne Josèphe "la Liette" (nhũ danh Marillier) và René Maxime Lionel "le Dédé" Depardieu, một nhân viên làm kim loại và lính cứu hỏa tình nguyện viên.
Depardieu đã dành nhiều thời gian sống ở trên đường phố hơn là ở trường lớp học và bỏ học ở tuổi 15.
Vào năm 16 tuổi, Depardieu rời Châteauroux đến Paris và bắt đầu diễn xuất trong nhà hát kịch mới Café de la Gare, cùng với Patrick Dewaere, Romain Bouteille, Sotha, Coluche, và Miou-Miou. Vào năm 1974, ông tạo được chú ý khi diễn vai trò Jean-Claude trong bộ phim hài Going Places của Bertrand Blier. Ông học nhảy múa với Jean-Laurent Cochet, và đã trở thành một trong những diễn viên nổi tiếng nhất của Pháp. Năm 1986, ông đạt danh tiếng quốc tế qua vai diễn trong Jean de Florette. Năm năm sau, ông đã giành được một giải César cho vai diễn của mình trong Cyrano de Bergerac.
Gérard bước vào thị trường điện ảnh Hoa Kỳ bằng cùng đóng vai chính trong Green Card năm 1990. Ông cũng tham gia trong vài phim nói tiếng Anh.

## Những vụ rắc rối và tranh cãi
Trong những năm gần đây, Depardieu đôi khi gây ra tranh cãi thông qua những hành vi bất thường. Năm 2005, ông mô tả đồng bào của mình là "ngu ngốc", bởi vì báo chí Pháp cho rằng ông ta đã say xỉn trong một chương trình talk show trên đài BBC. Năm 2007, ông phải ra tòa ở Ý, vì đánh một phóng viên. Trên một chuyến bay của hãng Air France tháng 8 năm 2011, Depardieu đã tiểu tiện giữa đường đi của máy bay vì các nữ tiếp viên hàng không đã ngăn ông sử dụng phòng vệ sinh trong quá trình máy bay đang cất cánh, sau đó máy bay đã phải hoãn chuyến 2 giờ để làm sạch. Mùa hè năm 2012, Depardieu lại gây rắc rối một lần nữa, bởi vì sau khi ông lái xe máy của ông va chạm một xe hơi, ông ta đã bị tố cáo là đã tấn công tài xế xe bên kia và sau đó bỏ chạy khỏi hiện trường. Tháng 11 cùng năm đó, cũng với xe máy ông lại gây tai nạn giao thông tại Paris, khi say rượu với hơn 1,8 g / l nồng độ cồn trong máu.

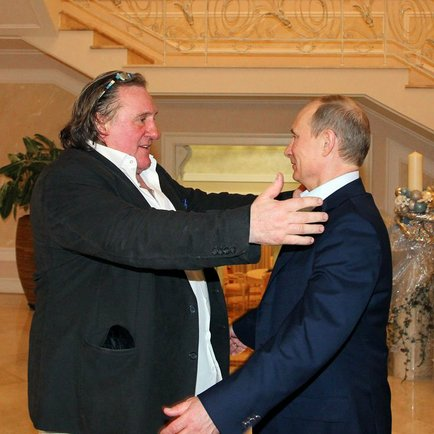
Gérard Depardieu được Wladimir Putin tiếp kiến và trực tiếp trao hộ chiếu ngày 6/1/2013 tại Sochi.

Để có thể thoát khỏi các khoản truy thu thuế ở Pháp trong tương lai (dự định đánh thuế đến 75% cho những ai thu nhập trên 1 triệu euro/năm) mà ông cho là quá đáng, trong tháng 12 năm 2012, ông đã tạo sự chú ý của các phương tiện truyền thông Pháp khi chuyển nơi cư trú qua thị trấn Estaimpuis-Néchin ở biên giới Bỉ, đồng thời ông công bố ý định từ bỏ quốc tịch Pháp. Đảng Xã hội cầm quyền đã chỉ trích mạnh mẽ hành vi này. Thủ tướng Jean-Marc Ayrault cho là "việc chuyển sang định cư ở phía bên kia biên giới, có điều gì đó rất là "tồi", chỉ là để không phải trả thuế". Ngày 30 tháng 12 năm 2012, Depardieu tuyên bố dù Tòa án Tối cao Pháp có thể gỡ bỏ mức thuế thu nhập 75% áp dụng với các triệu phú cũng không làm thay đổi quyết định của ông trong việc rời khỏi nước Pháp. Ngày 3 tháng 1 năm 2013, Tổng thống Nga Putin đã ký sắc lệnh đặc biệt trao quốc tịch Nga cho Gérard. Thư gửi Putin của ông sau đó để cảm ơn tổng thống Nga Putin và ca ngợi "Nước Nga có một nền dân chủ lớn" đã gây ra một làn sóng chỉ trích và chế giễu trong dư luận Nga và châu Âu. Báo Le Figaro đã công bố là người đại diện Depardieu đã phủ nhận thông tin là ông đã xin nhập quốc tịch Nga, tờ báo này cũng khẳng định rằng Depardieu đã nói với bạn bè: "Putin đã tự gửi cho tôi hộ chiếu Nga".
Ngày 7 tháng 1 năm 2013, Gérard Depardieu tuyên bố tại Nga:
| “ | J'ai un passeport russe mais je suis Français - Tôi có hộ chiếu Nga nhưng tôi là một người Pháp. | ” |

## Gia đình, tài sản
Năm 1970, Depardieu kết hôn với Élisabeth Guignot, người mà ông đã có hai con, nam diễn viên Guillaume (1971-2008, có tiền sử sử dụng ma túy và chết từ hậu quả của một tai nạn giai thông) và nữ diễn viên Julie (1973). Ngày 28 Tháng 1 năm 1992, trong khi sống ly thân với Élisabeth, ông đã có một cô con gái, Roxanne, với người mẫu Karine Sylla. Năm 1996, ông đã ly hôn Élisabeth và bắt đầu một mối quan hệ với nữ diễn viên Carole Bouquet từ năm 1997 đến 2005. Từ năm 2005, Depardieu sống với nhà văn tiểu thuyết Clémentine Igou, từng tốt nghiệp Harvard.

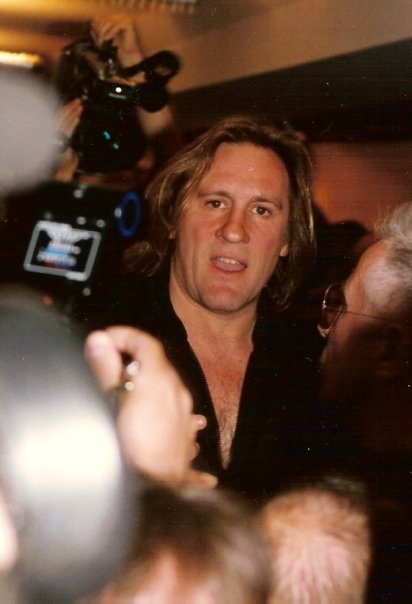
Depardieu tại Liên hoan phim Cannes 1994.

Ngày 14 tháng 7 năm 2006, ông đã có một con trai, Jean, với Hélène Bizot (con gái của François Bizot và không nên nhầm lẫn với nữ diễn viên Hélène Bizot khác), theo Paris Match và Phnom Penh Post.
Trong tháng 12 năm 2012, tờ báo The Wall Street Journal đánh giá tổng tài sản của ông có giá trị 120 triệu $.

## Giải thưởng
Depardieu đã được đề cử Giải César cho nam diễn viên chính xuất sắc nhất 15 lần trong suốt sự nghiệp của mình và được trao giải 2 lần, năm 1981 và 1991. Ông cũng giành được giải thưởng Quả cầu vàng cho Nam diễn viên xuất sắc nhất trong phim Green Card và đã được đề cử một giải Oscar cho vai chính trong Cyrano de Bergerac
- 1981: Giải César cho nam diễn viên chính xuất sắc nhất cho vai diễn trong The Last Metro (Le dernier métro)
- 1985: Giải thưởng Liên hoan phim Venezia cho nam diễn viên xuất sắc nhất cho vai diễn của mình trong Police
- 1985: Chevalier Huân chương Bảo quốc Pháp
- 1990: Giải cho nam diễn viên xuất sắc nhất (Liên hoan phim Cannes) cho vai diễn trong Cyrano de Bergerac
- 1991: Giải César cho nam diễn viên chính xuất sắc nhất cho vai diễn trong Cyrano de Bergerac
- 1991: Giải Quả cầu vàng cho nam diễn viên cho vai diễn trong Green Card
- 1996: Chevalier (Knight) Huân chương Bắc đẩu bội tinh.[19]

## Các phim đã tham gia
| Năm  | Phim                                               | Đề cử Cesar        | Thắng              | Đạo diễn                              |
| ---- | -------------------------------------------------- | ------------------ | ------------------ | ------------------------------------- |
| 2013 | Niente può fermarci                                |                    |                    | Luigi Cecinelli                       |
| 2013 | Les Boulistes                                      |                    |                    | Frédéric Berthe                       |
| 2013 | La Marque des anges                                |                    |                    | Sylvain White                         |
| 2013 | A Farewell to Fools                                |                    |                    | Bogdan Dreyer                         |
| 2013 | Turf                                               |                    |                    | Fabien Onteniente                     |
| 2012 | Thằng Cười (phim chuyển thể)                       |                    |                    | Jean-Pierre Améris                    |
| 2012 | Cuộc đời của Pi                                    |                    |                    | Ang Lee                               |
| 2012 | Asterix & Obelix: On Her Majesty's Service         |                    |                    | Laurent Tirard                        |
| 2012 | Le grand soir                                      |                    |                    |                                       |
| 2011 | Grenouille d'hiver                                 |                    |                    | Slony Sow                             |
| 2011 | Un baiser papillon                                 |                    |                    | Karine Silla                          |
| 2011 | Raspoutine                                         |                    |                    | Josée Dayan                           |
| 2010 | Houba ! Le Marsupilami et l'Orchidée de Chicxulub  |                    |                    | Alain Chabat                          |
| 2010 | Une femme d'affaires                               |                    |                    | Frédéric Schoendoerffer               |
| 2010 | Potiche                                            |                    |                    | François Ozon                         |
| 2010 | La tête en friche                                  |                    |                    | Jean Becker                           |
| 2010 | Le grand restaurant (TV)                           |                    |                    | Gérard Pullicino                      |
| 2010 | Mammuth                                            | Diễn viên xuất sắc |                    | Benoît Delépine và Gustave de Kervern |
| 2010 | L'Autre Dumas                                      |                    |                    | Safy Nebbou                           |
| 2009 | Bellamy                                            |                    |                    | Claude Chabrol                        |
| 2009 | In the Beginning                                   |                    |                    | Xavier Giannoli                       |
| 2009 | Diamant 13                                         |                    |                    | Mat                                   |
| 2008 | Hello Goodbye                                      |                    |                    | Graham Guit                           |
| 2008 | Mesrine: L'instinct de Mort                        |                    |                    | Jean-François Richet                  |
| 2008 | Babylon A.D.                                       |                    |                    | Mathieu Kassovitz                     |
| 2008 | Disco                                              |                    |                    | Fabien Onteniente                     |
| 2008 | Asterix at the Olympic Games                       |                    |                    | Frédéric Forestier và Thomas Langmann |
| 2007 | Michou d'Auber                                     |                    |                    | Thomas Gilou                          |
| 2007 | La Vie en Rose                                     |                    |                    | Olivier Dahan                         |
| 2007 | Paris, je t'aime                                   |                    |                    | chính ông (sequence)                  |
| 2006 | Quand j'étais chanteur                             | Diễn viên xuất sắc |                    | Xavier Giannoli                       |
| 2006 | Last Holiday                                       |                    |                    | Wayne Wang                            |
| 2005 | Olé!                                               |                    |                    | Florence Quentin                      |
| 2005 | The Accursed Kings                                 |                    |                    | Josée Dayan                           |
| 2005 | Boudu                                              |                    |                    | Gérard Jugnot                         |
| 2005 | How Much Do You Love Me?                           |                    |                    | Bertrand Blier                        |
| 2004 | Les temps qui changent                             |                    |                    | André Téchiné                         |
| 2004 | RRRrrrr!!!                                         |                    |                    | Alain Chabat                          |
| 2004 | 36 Quai des Orfèvres                               |                    |                    | Olivier Marchal                       |
| 2003 | Tais-toi!                                          |                    |                    | Francis Veber                         |
| 2003 | Nathalie...                                        |                    |                    | Anne Fontaine                         |
| 2003 | Bon voyage                                         |                    |                    | Jean-Paul Rappeneau                   |
| 2003 | Crime Spree                                        |                    |                    | Brad Mirman                           |
| 2003 | Le Pacte Du Silence                                |                    |                    | Graham Guit                           |
| 2002 | A Loving Father                                    |                    |                    | Jacob Berger                          |
| 2002 | City of Ghosts                                     |                    |                    | Matt Dillon                           |
| 2002 | I Am Dina                                          |                    |                    | Ole Bornedal                          |
| 2002 | Napoléon                                           |                    |                    | Yves Simoneau                         |
| 2002 | Asterix & Obelix: Mission Cleopatra                |                    |                    | Alain Chabat                          |
| 2001 | Vidocq                                             |                    |                    | Pitof                                 |
| 2001 | CQ                                                 |                    |                    | Roman Coppola                         |
| 2001 | The Closet                                         |                    |                    | Francis Veber                         |
| 2000 | 102 Dalmatians                                     |                    |                    | Kevin Lima                            |
| 2000 | Những người khốn khổ - TV                          |                    |                    | Josée Dayan                           |
| 2000 | The Envy of Gods                                   |                    |                    | Vladimir Menshov                      |
| 2000 | Tutto l'amore che c'è                              |                    |                    | Sergio Rubini                         |
| 2000 | Vatel                                              |                    |                    | Roland Joffé                          |
| 2000 | Mirka                                              |                    |                    | Rachid Benhadj                        |
| 1999 | Asterix & Obelix vs Caesar                         |                    |                    | Claude Zidi                           |
| 1998 | The Count of Monte Cristo- phim chuyển thể         |                    |                    | Edmond Dantès                         |
| 1998 | The Man in the Iron Mask                           |                    |                    | Randall Wallace                       |
| 1996 | Bogus                                              |                    |                    | Norman Jewison                        |
| 1996 | Hamlet                                             |                    |                    | Kenneth Branagh                       |
| 1996 | Unhook the Stars                                   |                    |                    | Nick Cassavetes                       |
| 1995 | Les Anges gardiens                                 |                    |                    | Jean-Marie Poiré                      |
| 1995 | Élisa                                              |                    |                    | Jean Becker                           |
| 1994 | A Pure Formality                                   |                    |                    | Giuseppe Tornatore                    |
| 1994 | My Father the Hero                                 |                    |                    | Steve Miner                           |
| 1994 | Le Colonel Chabert (chuyển thể tiểu thuyết Balzac) | Diễn viên xuất sắc |                    | Yves Angelo                           |
| 1993 | Germinal                                           |                    |                    | Claude Berri                          |
| 1992 | Timekeeper                                         |                    |                    | Jeff Blyth                            |
| 1992 | 1492: Conquest of Paradise                         |                    |                    | Ridley Scott                          |
| 1991 | Merci la vie                                       |                    |                    | Bertrand Blier                        |
| 1991 | Tous les matins du monde                           |                    |                    | Alain Corneau                         |
| 1991 | My Father the Hero                                 |                    |                    | Gérard Lauzier                        |
| 1990 | Green Card                                         |                    |                    | Peter Weir                            |
| 1990 | Uranus                                             |                    |                    | Claude Berri và Arlette Langmann      |
| 1990 | Cyrano de Bergerac                                 |                    | Diễn viên xuất sắc | Jean-Paul Rappeneau                   |
| 1989 | Too Beautiful for You                              | Diễn viên xuất sắc |                    | Bertrand Blier                        |
| 1989 | Le choix des armes                                 |                    |                    | Claude Zidi                           |
| 1989 | I Want to Go Home                                  |                    |                    | Alain Resnais                         |
| 1988 | Camille Claudel                                    | Diễn viên xuất sắc |                    | Bruno Nuytten                         |
| 1988 | A Strange Place to Meet                            |                    |                    | François Dupeyron                     |
| 1987 | Under the Sun of Satan                             | Diễn viên xuất sắc |                    | Maurice Pialat                        |
| 1986 | Jean de Florette                                   |                    |                    | Claude Berri                          |
| 1986 | Manon Des Sources                                  |                    |                    | Claude Berri                          |
| 1986 | Les Fugitifs                                       |                    |                    | Francis Véber                         |
| 1986 | Tenue de soirée                                    |                    |                    | Bertrand Blier                        |
| 1985 | Une Femme ou Deux                                  |                    |                    | Daniel Vigne                          |
| 1985 | Police                                             | Diễn viên xuất sắc |                    | Maurice Pialat                        |
| 1984 | Le tartuffe                                        |                    |                    | chính ông                             |
| 1984 | Rive droite, rive gauche                           |                    |                    | Philippe Labro                        |
| 1984 | Fort Saganne                                       | Diễn viên xuất sắc |                    | Alain Corneau                         |
| 1983 | Les Compères                                       | Diễn viên xuất sắc |                    | Francis Veber                         |
| 1983 | Danton                                             | Diễn viên xuất sắc |                    | Andrzej Wajda                         |
| 1982 | The Return of Martin Guerre                        |                    |                    | Daniel Vigne Le choix des armes       |
| 1981 | La Chèvre                                          |                    |                    | Francis Veber                         |
| 1981 | Le choix des armes                                 |                    |                    | Alain Corneau                         |
| 1981 | The Woman Next Door                                |                    |                    | François Truffaut                     |
| 1980 | The Last Metro                                     |                    | Diễn viên xuất sắc | François Truffaut                     |
| 1980 | Loulou                                             |                    |                    | Maurice Pialat                        |
| 1980 | Mon oncle d'Amérique                               |                    |                    | Alain Resnais                         |
| 1980 | Inspecteur la Bavure                               |                    |                    | Claude Zidi                           |
| 1979 | Traffic Jam                                        |                    |                    | Luigi Comencini                       |
| 1979 | Buffet froid                                       |                    |                    | Bertrand Blier                        |
| 1978 | The Left-Handed Woman                              |                    |                    | Peter Handke                          |
| 1978 | Le Sucre                                           | Diễn viên xuất sắc |                    | Jacques Rouffio                       |
| 1978 | Bye Bye Monkey                                     |                    |                    | Marco Ferreri                         |
| 1978 | Get Out Your Handkerchiefs                         |                    |                    | Bertrand Blier                        |
| 1977 | Dites-lui que je l'aime                            | Diễn viên xuất sắc |                    | Claude Miller                         |
| 1977 | The Lorry                                          |                    |                    | Marguerite Duras                      |
| 1976 | La Dernière femme                                  | Diễn viên xuất sắc |                    | Marco Ferreri                         |
| 1976 | 1900                                               |                    |                    | Bernardo Bertolucci                   |
| 1976 | Je t'aime... moi non plus                          |                    |                    | Serge Gainsbourg                      |
| 1976 | Maîtresse                                          |                    |                    | Barbet Schroeder                      |
| 1975 | Sept morts sur ordonnance                          | Diễn viên xuất sắc |                    | Jacques Rouffio                       |
| 1974 | Vincent, François, Paul and the Others             |                    |                    | Claude Sautet                         |
| 1974 | Going Places                                       |                    |                    | Bertrand Blier                        |
| 1973 | Au rendez-vous de la mort joyeuse                  |                    |                    | Luis Buñuel                           |
| 1972 | Le Viager                                          |                    |                    | Pierre Tchernia                       |